# Studioul A. Dovjenko
Studioul A. Dovjenko (denumirea originală: în ucraineană Національна кіностудія художніх фільмів імені Олександра Довженка, transliterat: Studioul Național Alexandr Dovjenko, odinioară: Киевская киностудия/Kievskaia kionostudia) este principalul studio de producție de filme din Ucraina aflat în Kiev.  Cunoscut din vremea URSS sub numele (în rusă Киностудия им. А. Довженко, transliterat: Studioul de film A. Dovjenko) a fost, de la crearea sa în 1927, unul dintre cele mai prolifice studiouri ale erei sovietice. De la independența Ucrainei, aceasta a suferit o scădere semnificativă înainte de a relua să producă filme.

## Istoric
Studioul Dovjenko a fost fondat în 1927 la Kiev. A fost numit după regizorul Olexandr Dovjenko, celebru pentru talentul său liric și epic .

## Filmografie
- 1944 Curcubeul (Радуга / Raduga), regia Mark Donskoi
- 1951 Submarinul PK-8 (В мирные дни / V mirnîe dni), regia Vladimir Braun
- 1953 Dincolo de Dunăre (Запорожець за Дунаєм / Zaporojeț za Dunaem), regia Vasili Lapoknîș
- 1956 Mama (Мать / Mat), regia Mark Donskoi
- 1957 Pavel Korceaghin	(Павел Корчагин / Pavel Korceaghin), regia	Aleksandr Alov și Vladimir Naumov
- 1958 Fata din Kiev (Киевлянка / Kievleanka), regia Timofei Levciuk
- 1958 Steaguri pe turnuri (Flaghi na bașniah, rusă: Флаги на башнях), regia Abram Naroditski
- 1959 Ivanna (Іванна), regia Viktor Ivcenko
- 1959 S.O.S. în Cosmos (Небо зовёт), regia Aleksandr Kozîr, Mihail Kariukov
- 1960 Corabia zburătoare (Летающий корабль), regia Artur Voitețki și Mihail Iuferov
- 1960 Departe de patrie (Vdali ot rodinî, rusă: Вдали от Родины), regia Aleksei Șvaciko
- 1961 Anii fecioriei (Годы девичьи / Godî devicii), regia Leonid Estrin
- 1961 Cine-i de vină? (Повія/Povia, rusă: Гулящая/Guliașaia), regia Ivan Kavaleridze
- 1964 Golful Elena (Бухта Елены / Buhta Elenî), regia Leonid Estrin, Mark Kovaliov
- 1963 Numai statuile tac (Molciat tolko statui, ru: Молчат только статуи), regia Vladimir Denisenko
- 1964 Rachetele nu trebuie să decoleze (Rachetî ne doljnî vzletet, ru: Ракеты не должны взлететь), regia Aleksei Șvaciko
- 1973 La luptă merg doar „bătrânii” (В бой идут одни 'старики') de Leonid Bîkov